# Rimont
Rimont é uma comuna francesa na região administrativa de Occitânia, no departamento de Ariège. Estende-se por uma área de 28,4 km². Em 2010 a comuna tinha 550 habitantes (densidade: 19,4 hab./km²).